# Roberta (film 1935)
Roberta – amerykański film muzyczny z 1935 roku w reżyserii Williama A. Seitera. Ekranizacja musicalu Jeromego Kerna i Otto A. Harnbacha. Trzeci wspólny występ na ekranie Freda Astaire'a i Ginger Rogers.

## Obsada
- Irene Dunne – Stephanie
- Fred Astaire – Huckleberry Haines
- Ginger Rogers – Hrabina Scharwenka
- Randolph Scott – John Kent
- Helen Westley – Roberta/Ciotka Minnie
- Claire Dodd – Sophie Teale
- Victor Varconi – Książę Ladislaw